# Semaeopus zova
Semaeopus zova là một loài bướm đêm trong họ Geometridae.